# Nephrocerus spineus
Nephrocerus spineus är en tvåvingeart som beskrevs av Morakote 1988. Nephrocerus spineus ingår i släktet Nephrocerus och familjen ögonflugor. Inga underarter finns listade i Catalogue of Life.